# Naulajaure
Naulajaure är en sjö i Arjeplogs kommun i Lappland och ingår i Skellefteälvens huvudavrinningsområde. Sjön har en area på 0,838 kvadratkilometer och ligger 568,2 meter över havet. Sjön avvattnas av vattendraget Daunasjåkkå. Vid provfiske har röding och öring fångats i sjön.

## Delavrinningsområde
Naulajaure ingår i det delavrinningsområde (737930-153393) som SMHI kallar för Utloppet av Naulajaure. Medelhöjden är 620 meter över havet och ytan är 6,09 kvadratkilometer. Räknas de 6 avrinningsområdena uppströms in blir den ackumulerade arean 85,68 kvadratkilometer. Daunasjåkkå som avvattnar avrinningsområdet har biflödesordning 2, vilket innebär att vattnet flödar genom totalt 2 vattendrag innan det når havet efter 354 kilometer. Avrinningsområdet består mestadels av skog (77 procent). Avrinningsområdet har 0,84 kvadratkilometer vattenytor vilket ger det en sjöprocent på 13,8 procent.